# Spartathlon

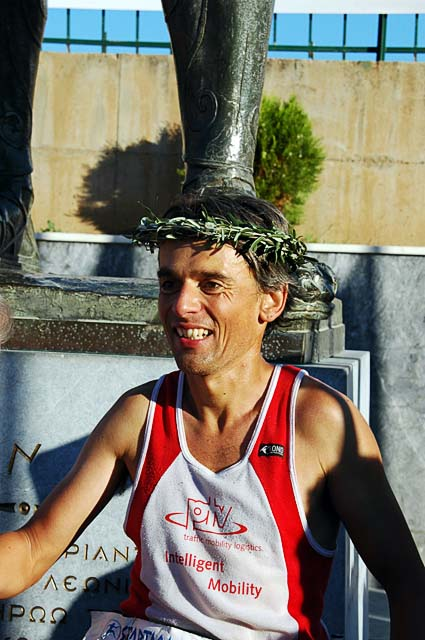
A háromszoros győztes Jens Lukas a 2004-es célbaérkezésekor (forrás: www.spartathlon.gr)

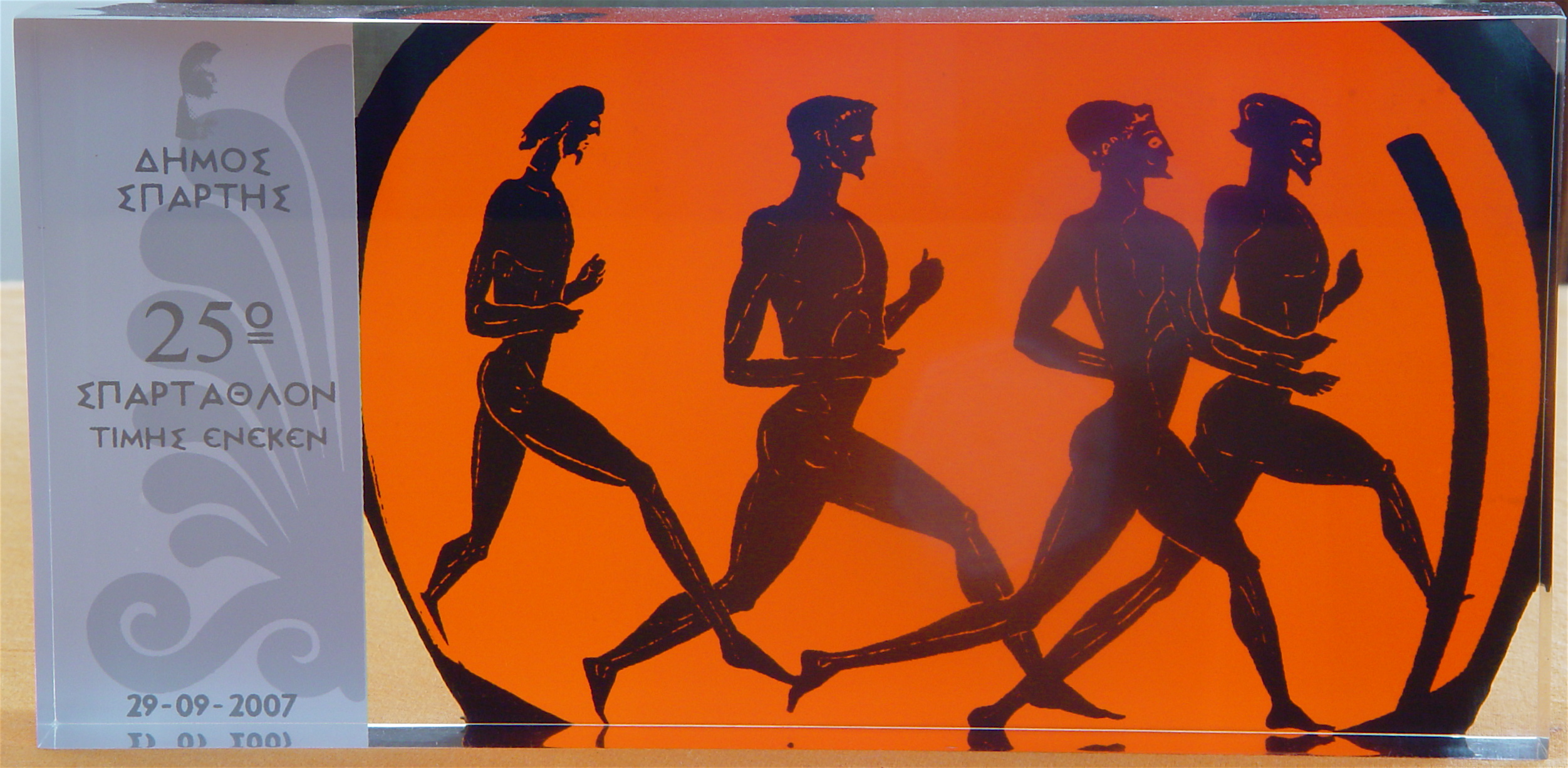
Az ünnepi, 25. érem

A Spartathlon egy 246 kilométeres ultramaratoni futóverseny Görögországban, Athén és Spárta között. Az 1983 óta évente rendezett verseny szeptember utolsó péntekén rajtol, és a futók az Akropolisz lábától Leonidász király Spárta főterén álló szobráig futnak.
A Spartathlon egy Pheidippidész nevű athéni futár Hérodotosz által dokumentált futását reprodukálja, és történészek szerint ez a futás képezi a modern maratoni mitológia alapját. A verseny az egyik legkeményebb ultramaratoni futás a világon, és negyedszázados története során számos magyar sikert hozott. 2020-ban a koronavírus-járvány miatt a versenyt nem rendezték meg.

## Történelem
Hérodotosz elbeszélése szerint i. e. 490-ben, a marathóni csata előtt Miltiadész athéni sztratégosz egy küldöncöt menesztett Spártába, hogy segítséget kérjen Leonidász királytól a perzsák ellen. Hérodotosz így emlékszik Pheidippidész futásáról:
„Mielőtt a hadvezérek elhagyták volna a várost, követet küldtek Spártába egy Pheidippidész nevű athéni férfit, aki nagyon gyorsan tudott futni, és ez is volt a foglalkozása…”
„A hadvezérek tehát ezt a Pheidippidészt, aki azt állította, hogy találkozott Pannal, elküldték Spártába, s az Athénból való indulása utáni napon már meg is érkezett. Felkeresvén az elöljárókat, ezt mondta: »Lakedaimóni férfiak! Az athéniak azt kérik tőletek, hogy siessetek a segítségünkre, és ne nézzétek tétlenül, hogy a legősibb hellén várost a barbárok leigázzák.«” 
Történészek szerint Pheidippidész spártai futása szolgál a modern maratoni futás mitológiájának alapjául. Hérodotosz, aki néhány évtizeddel a marathóni csata után írta meg a görög-perzsa háború történetét, nem említ olyan hírvivőt, aki a csata után Athénbe futott volna a győzelem hírével. A modern legenda, mely szerint Pheidippidész úgy kimerült a 35-40 kilométer körüli futástól, hogy odaérve csak annyit bírt mondani, hogy „Győztünk!”, és holtan esett össze, több száz évvel későbbi adalék, mely vélhetőleg a Pheidippidész-legenda átalakulásából képződött. A marathóni futás első ismert írásos említése Plutarkhosztól származik, aki bő fél évezreddel a marathóni csata után, Athén dicsőségéről című művében írta le a történetet, de ő még egy Therszipposz vagy Euklész nevű hírvivőről beszélt.

### Az első modern kori futás
Hérodotosz szavai John Fodent, a brit légierő tisztjét gondolkodóba ejtették. Foden, aki maga is amatőr ultramaratonista, 1982-ben négy társával elindult kipróbálni, hogy vajon lehetséges-e ezt a 246 kilométeres távot másfél nap alatt futva megtenni.
Fodenék kísérlete többször is majdnem kudarcba fulladt. A latin betűs táblák teljes hiánya és a rossz minőségű térkép miatt a csapat lépten-nyomon eltévedt. Felszerelésük hiányos volt, és kísérőjük eltévedései és kerülései miatt a futók többször is kiszáradtak és eléheztek. Volt olyan szakasz, ahol öt órán keresztül víz nélkül kényszerültek futni. A futóknak a kutyákkal is gyakran meggyűlt a bajuk, ezért a szokásos felszerelésen túl köveket is cipeltek, a támadó kutyák visszarettentéséhez.
Az ötfős csapatból csak John Scholten ért 36 órán belül Spártába, és ezzel megszületett a Spartathlon. A következő évben a csapat megszervezte az első hivatalos versenyt, amit azóta évről évre megtartanak.

## Útvonal és verseny
A futók Athén belvárosából a tengerpart felé futnak, és Elefszína, Megara és Kineta érintése után, 78,5 kilométernél érik el a Korinthoszi-csatornát. A csatorna után a Peloponnészosz-félszigeten az ókori Korinthosz, Nemea és Lürkeia után, 159 kilométernél érik el a közel 1200 méter magas Parthenio-hegyet, ahol Pheidippidész a monda szerint találkozott Pan istennel. A hegyet követően Nesztani és Tegea érintése után érik el Spártát a futók. A cél Spárta pálmafákkal övezett főterén, Leonidász király szobránál van és a verseny a Leonidász lábának megérintésével ér véget. A verseny részletes térképe

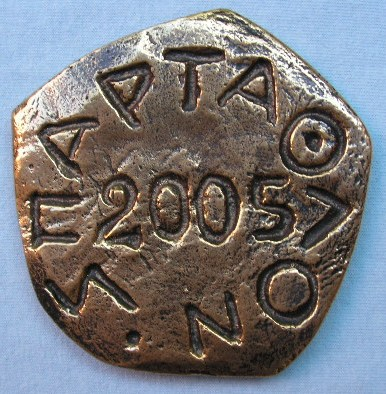
A verseny érme

Fodenék útvonala, mely az ókori utak és városok vonalát követte, zömében szekérutakon haladt, és az útnak kevesebb mint fele volt leaszfaltozva. Az évek során a görög úthálózat folyamatosan fejlődött, és már csupán 10 kilométer halad szekérutakon, ösvényeken.
A verseny során a futóknak 75 ellenőrző ponton kell áthaladniuk, és minden pontot egy előre meghatározott szintidőn belül kell elhagyniuk. Aki szintidőn túl érkezik, bármelyik ponton kizárhatják, azonban a verseny első felében a versenybírók rugalmasan kezelik a szintidőt, és csupán az este leszállta után kezdik szigorúbban venni a késéseket.

A futók zöme a Parthenio-hegyet és az azt megelőző több mint 10 kilométeres emelkedőt tartja a Spartathlon vízválasztójának. Az emelkedőt a futók többsége már éjszaka kezdi meg, és a csúcsra 20-22 óra futás után érkezik meg. A csúcs előtti utolsó három kilométert kivilágítatlan hegyi ösvényen, egy szakadék peremén kell megtenni. Több beszámoló említ a csúcsot megelőző és követő 10-15 kilométerről hallucinációs élményeket és a versenyt feladók többsége még a hegy (ahogy a bennfentesek nevezik: „A Hegy”) előtt száll ki.

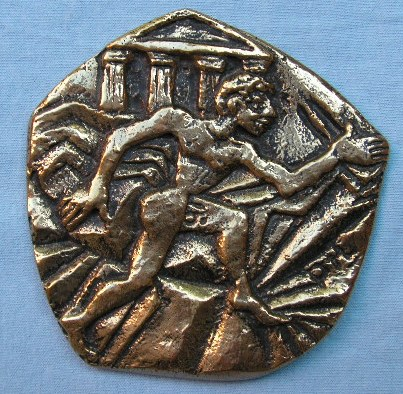
Az érem hátoldala

A szigorú szintidők, a kemény emelkedők és a gyakran szélsőségesen meleg időjárási körülmények miatt ultramaratonista körökben úgy tartják, hogy a Spartathlon az egyik legkeményebb, ha nem maga „a” legkeményebb futóverseny a világon.
A verseny tisztaságát védve a szervezők nem osztanak pénzdíjakat, és az összes célbaérkező azonos díjazásban részesül, azaz nyer egy olajág-koszorút, melyet spártai elöljárók helyeznek a fejére, és egy érmet. Továbbá minden célba érkezőt spártai lányok kínálnak az Evrotasz folyó vizével.
A szervezők a versenyt nemcsak sporteseménynek, hanem kulturális rendezvénynek is tekintik, és ezt jól tükrözi, hogy 2006 óta évről évre a verseny kizárólagos szponzora a Stravos Niarchos Alapítvány, mely szinte kizárólag kultúrát, művészetet, oktatást és orvosi kutatást támogat. A legtöbbszörös teljesítő a német Karl Hubert (25 célbaérés; 2023). A verseny leggyorsabb teljesítését 1984 óta a görög Jannisz Kúrosz tartotta (20 óra 25 perc), amit 2023-ban döntött meg az immár négyszeres győztes, Fotis Zisimopoulos (19 óra 55 perc). A versenyt négyszer csak Jannisz Kúrosz illetve a német Helga Backhaus tudta megnyerni, sok háromszoros győztes is van.

### Nevezési feltételek
Az a futó nevezhet, aki teljesíti a Spartathlon egyik kvalifikációs feltételét a versenyt megelőző két évben. A szintet 100 kilométertől szinte minden szabvány távon, illetve bizonyos kiemelt versenyen lehet teljesíteni. Nevezhet az a futó aki 100 kilométeren 10 órán belül (nők 10:30-on belül) fut, illetve 24 órán legalább legalább 180 kilométert (nők 170 kilométert) fut. Magyarországon az Ultrabalaton is kvalifikációs versenynek számít.

## Magyar teljesítők

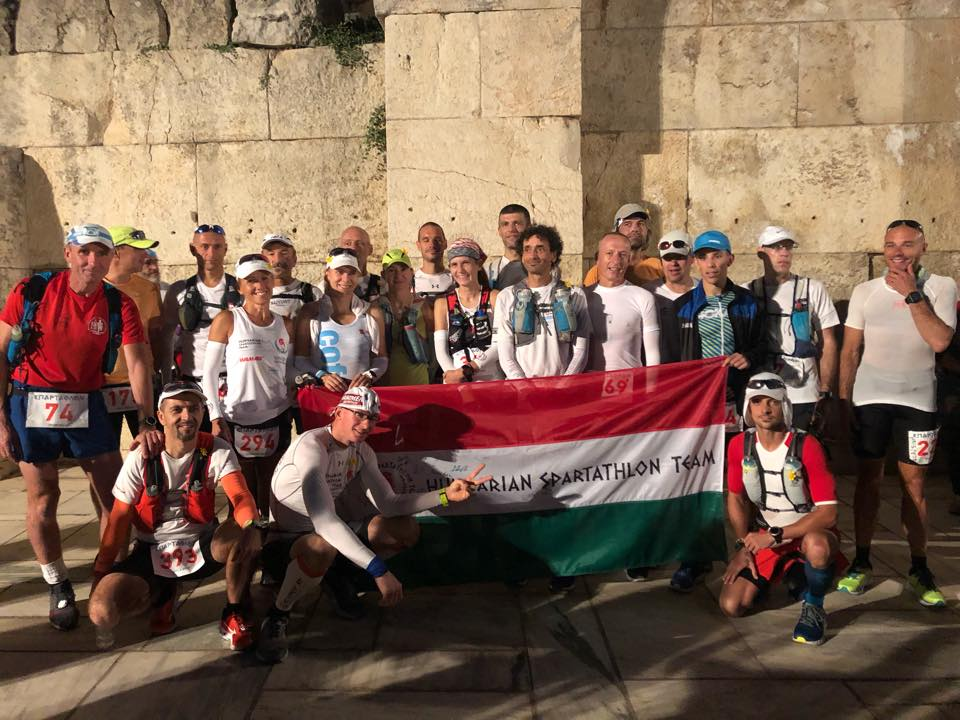
A 2019-es magyar Spartathlon csapat képe a rajtnál. (A képről hiányzik a későbbi győztes,. Bódis Tamás)

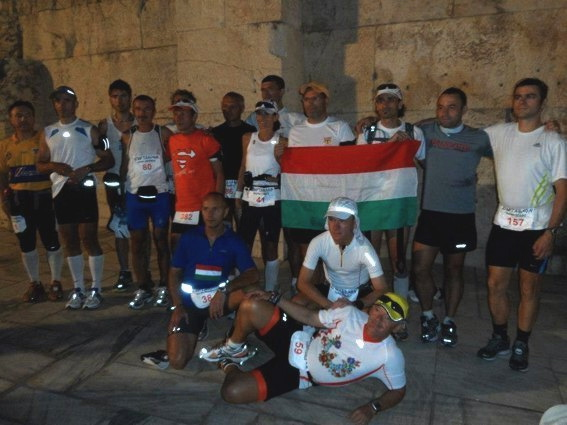
A 2012-es magyar Spartathlon csapat képe a rajtnál. Hátsó sor, balról jobbra: Szabó Béla, Palásthy István, Zahorán Ádám, Zahorán János, Lórántfi Csaba (takarásban), Kasz Ferenc, Méreg József, Lőw András, Lubics Szilvia, Sipos József, Tóth Attila, Végh Attila, Szabó Sándor. Első sor: Noszik János, Rudolf Tamás, Lajkó Csaba.

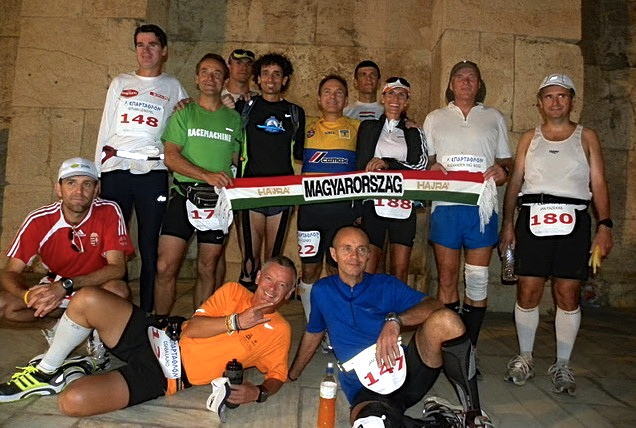
A 2011-es magyar Spartathlon csapat képe a rajtnál. Hátsó sor, balról jobbra: Lengyel István, Szőnyi Ferenc, Gyurján Tamás, Tóth Attila, Szabó Béla, Lőw András, Lubics Szilvia, Bögi Sándor, Fazekas János. Első sor: Lesi Zoltán, Lajkó Csaba, Noszik János.

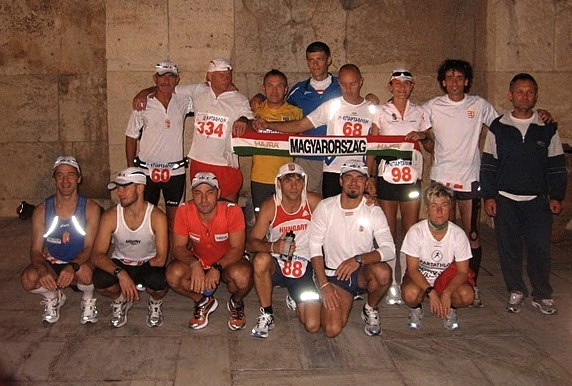
A 2010-es magyar Spartathlon csapat képe a rajtnál. Hátsó sor, balról jobbra: Frank Tibor, Bögi Sándor, Szabó Béla, Lőw András, Noszik János, Lubics Szilvia, Tóth Attila, Kovács Imre. Első sor: Ispánki Zoltán, Molnár Péter, Végh Attila, Pető István, Fendrik László, Horváth Mónika. Hiányzik a képről: Lelkes Gusztáv, Szabó Géza, Horváth Ákos, Szabó Sándor, Illés Gábor, Zahorán János.

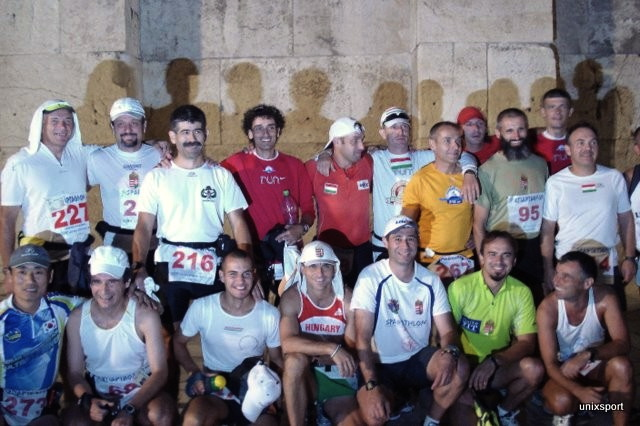
A 2009-es magyar Spartathlon csapat képe a rajtnál. Hátsó sor, balról jobbra: Bögi Sándor, Csőre Ernő, Egyed János, Tóth Attila, Végh Attila, Szitó Ervin, Szőnyi Ferenc, Reményi László, Cserpák József, Lőw András, Szabó Béla. Első sor: Jang Youn KOR, Fazekas János, Bene Ármin, Pető István, Soós Péter, Fendrik László, Németh Zoltán.

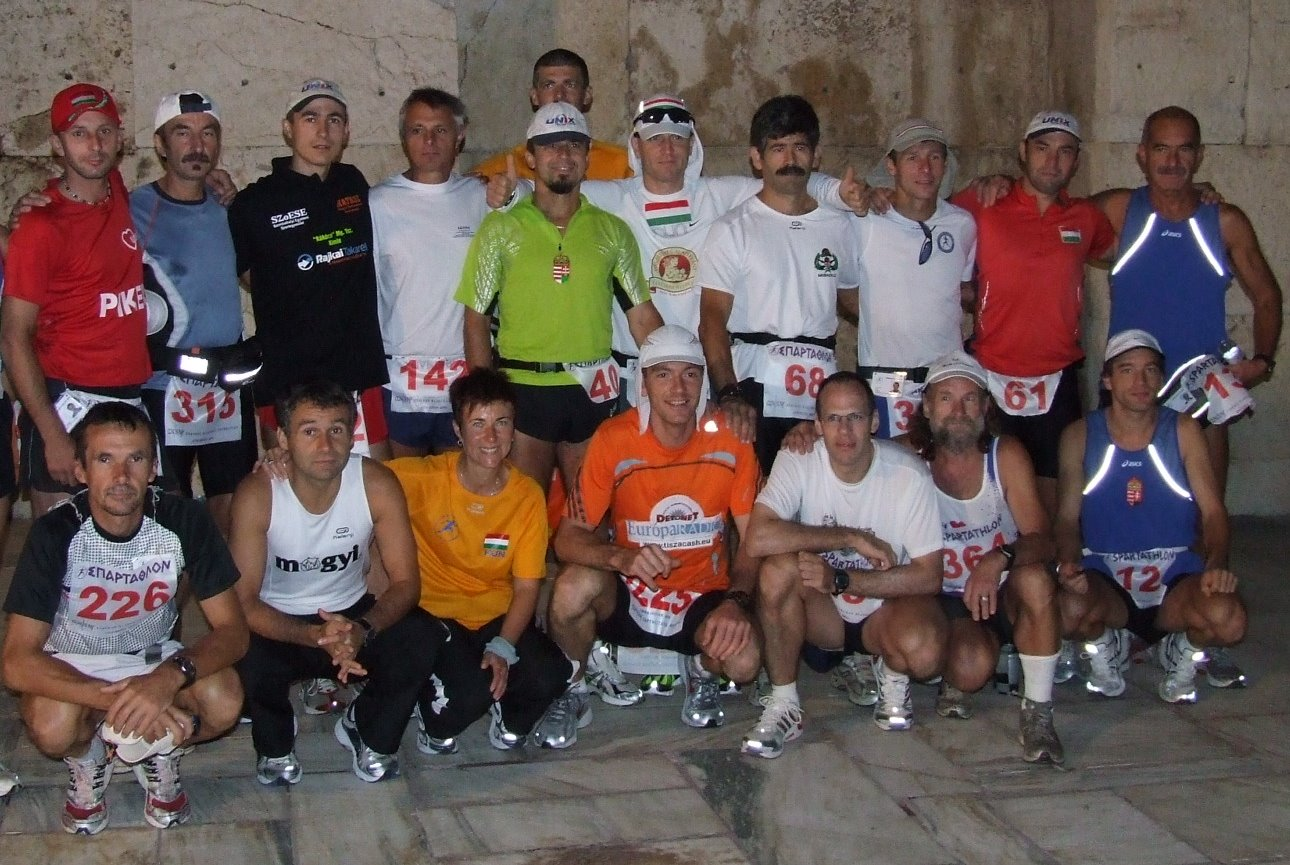
A 2008-as magyar Spartathlon csapat képe a rajtnál. Alsó sor balról jobbra: Csató József, Németh Zoltán, Horváth Mónika, Kalotai Levente, Korányi Balázs, Nemes Attila, Ispánki Zoltán. Felső sor balról jobbra: Reményi László, Zahorán János, Sándor Csaba, Méreg József, Fendrik László, Lőw András, Szitó Ervin, Egyed János, Kasz Ferenc, Végh Attila és Frank Tibor. Hiányzik a képről: Tóth-Urbán Tamás.

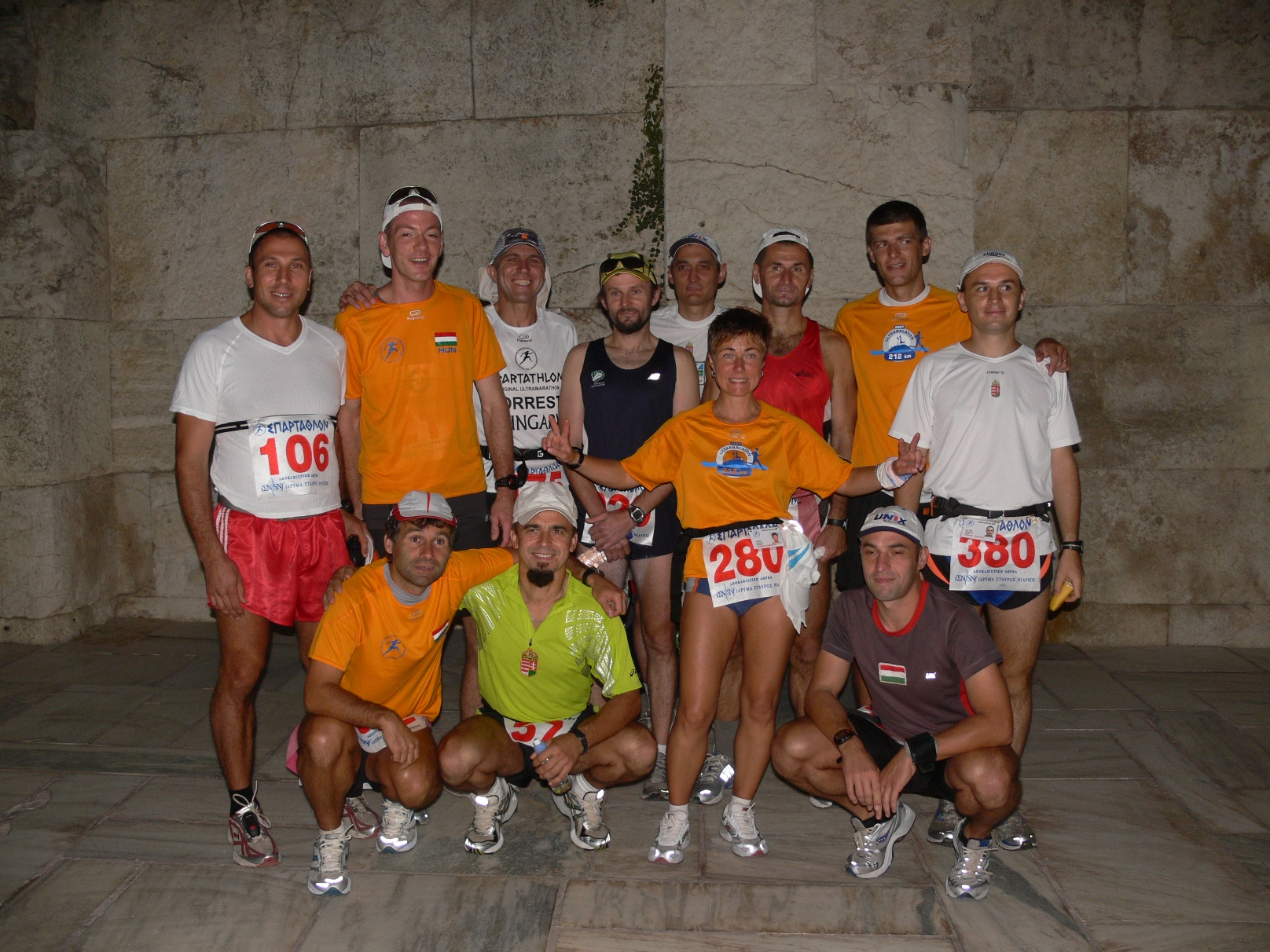
A 2007-es magyar Spartathlon csapat képe a rajtnál. Hátsó sor, balról jobbra: Pánisz László, Kalotai Levente, Elek Endre, Orendi János, Horváth Jenő, Tóth-Urbán Tamás, Lőw András, Hegedűs Ákos. Első sor: Németh Zoltán, Fendrik László, Horváth Mónika, Végh Attila.

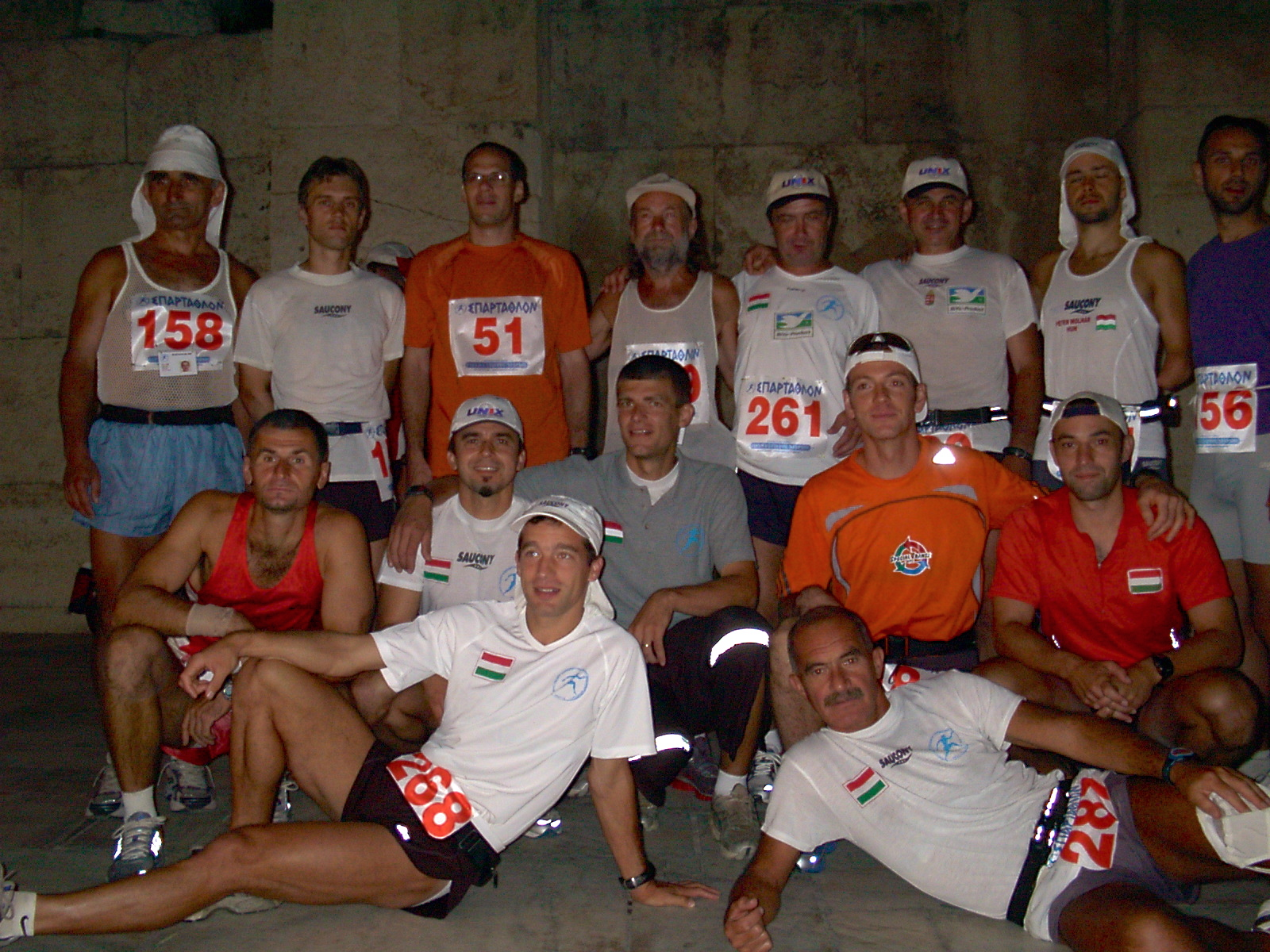
A 2006-os magyar Spartathlon csapat képe a rajtnál. Hátsó sor, balról jobbra: Láposi Gyula, Hollókői Szabolcs, Korányi Balázs, Nemes Attila, Simon László, Sipos István, Molnár Péter, Blahó Ákos. Guggol: Tóth-Urbán Tamás, Fendrik László, Lőw András, Kalotai Levente, Végh Attila. Fekszik: Ispánki Zoltán, Frank Tibor.

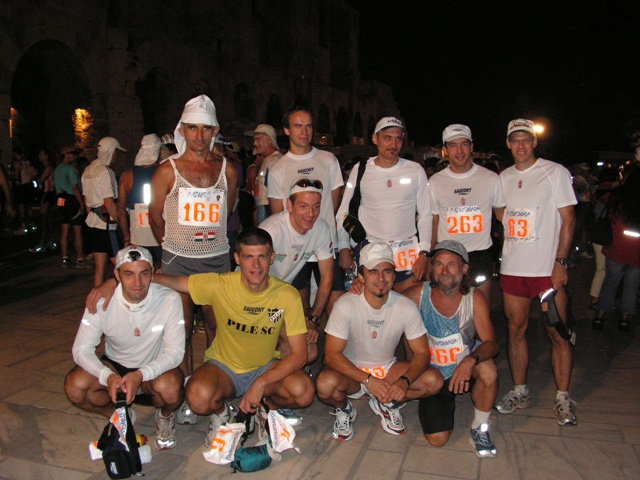
A 2005-ös magyar Spartahlon csapat. Alsó sor, balról jobbra: Végh Attila, Lőw András, Kalotai Levente, Fendrik László és Nemes Attila. Felső sor: Láposi Gyula, Lelkes Gusztáv, Horváth Jenő, Ispánki Zoltán és Korányi Balázs. A képen nem szerepel: Csató József

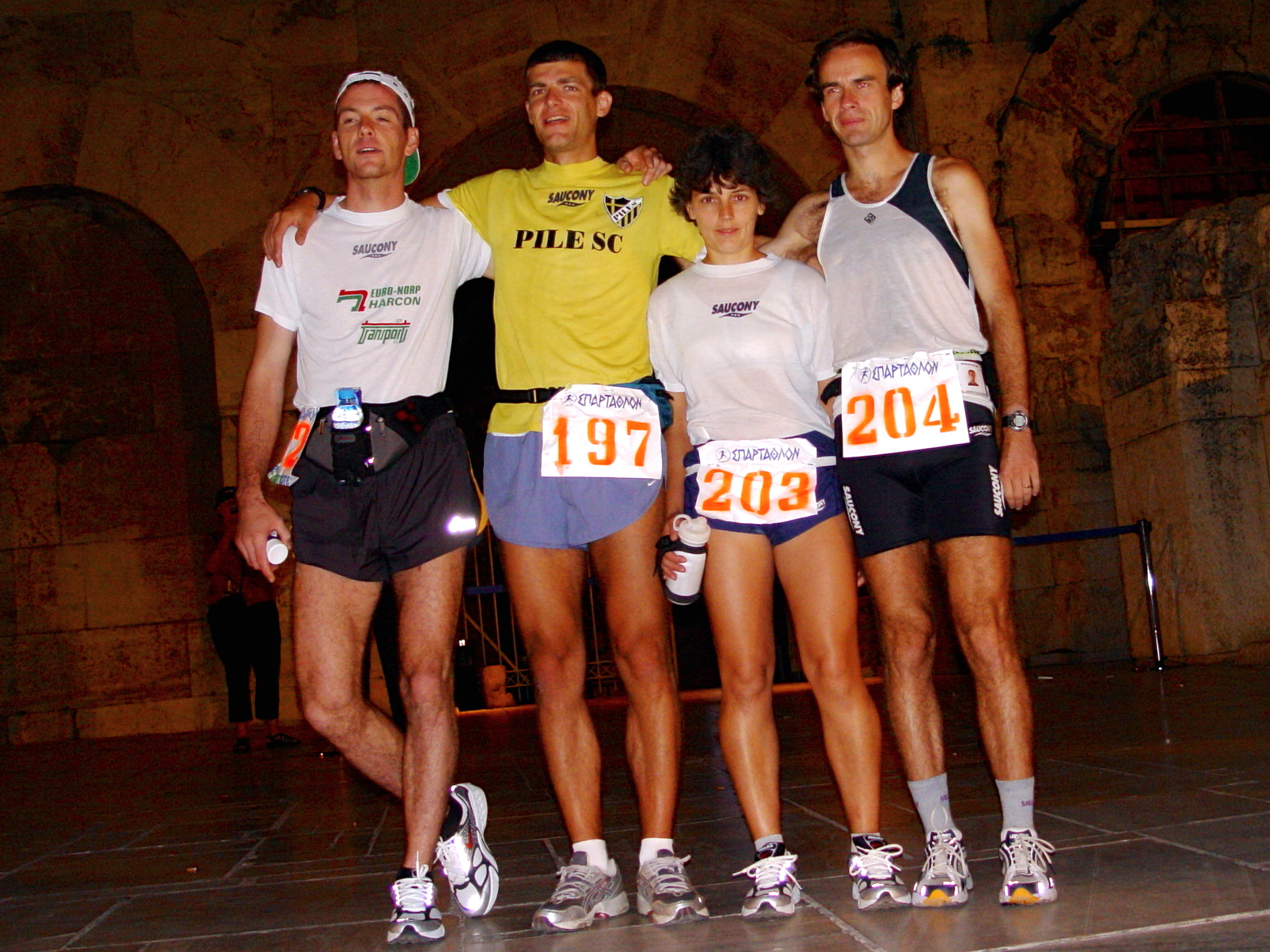
A 2004-es magyar Spartathlon csapat képe a rajtnál. Balról jobbra: Kalotai Levente, Lőw András, Bontovics Tímea, Lelkes Gusztáv.

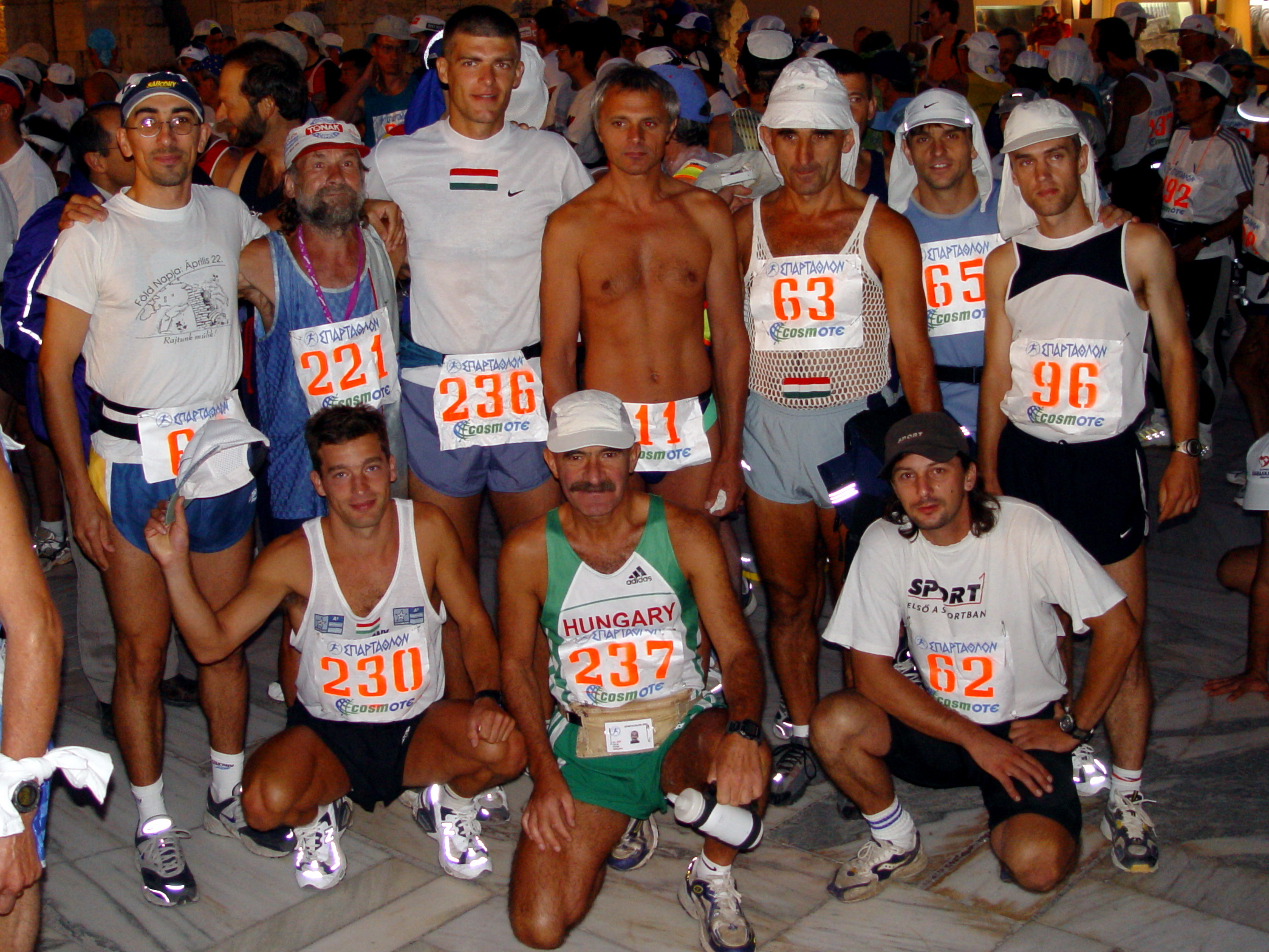
A 2003-as magyar Spartathlon csapat képe a rajtnál. Guggol, balról jobbra: Ispánki Zoltán, Frank Tibor, Reményi "Remo" László. Áll: Zámbori Zoltán, Nemes Attila, Lőw András, Méreg József, Láposi Gyula, Pék Imre (takarásban), Pető István, Hollókői Szabolcs. A képen nem szerepel: Kalotai Levente

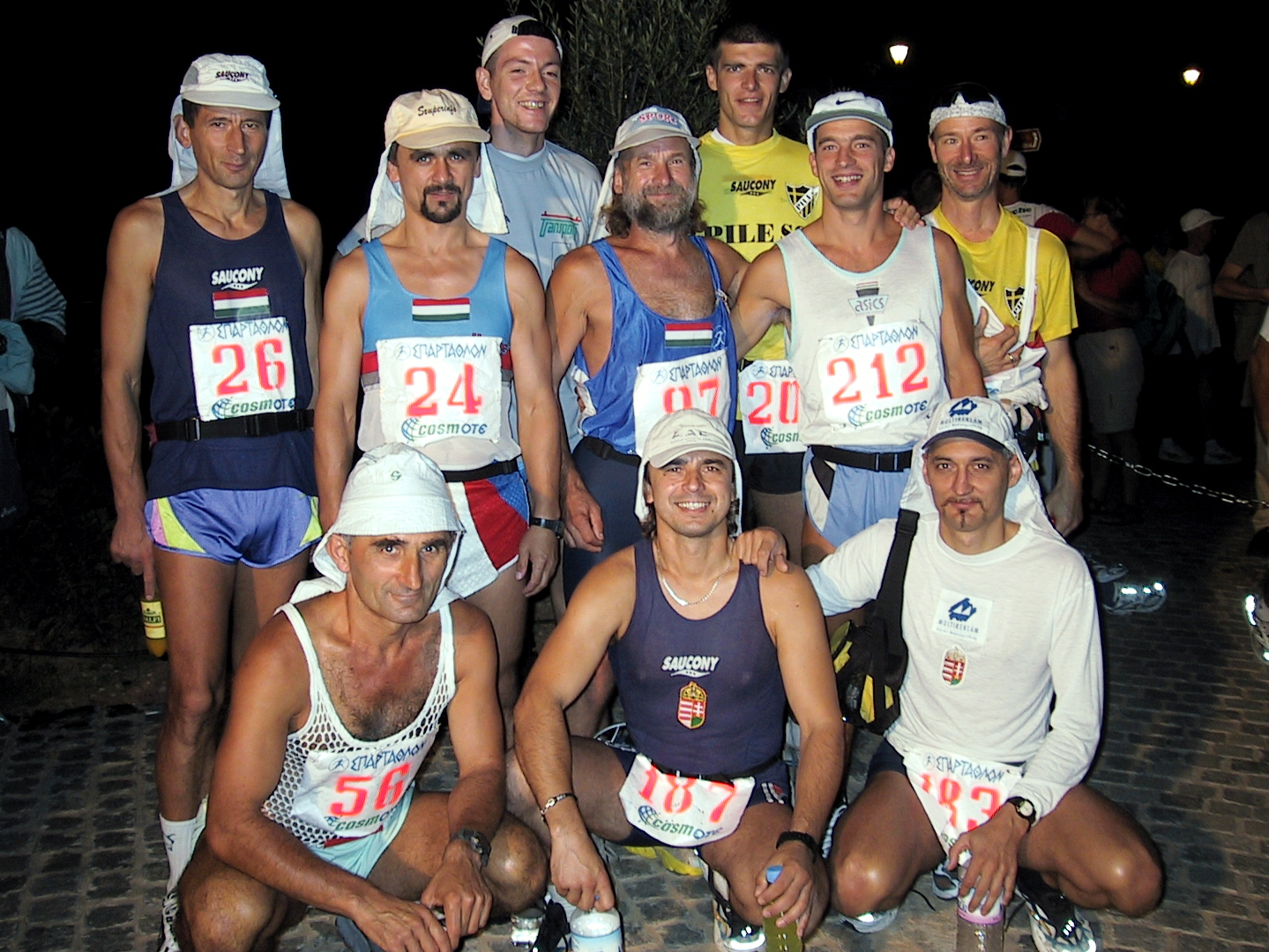
A 2002-es magyar Spartathlon csapat képe a rajtnál. Guggol, balról jobbra: Láposi Gyula, Fendrik László, Horváth Jenő. Áll: Pék Imre, Sike Gábor, Kalotai Levente, Nemes Attila, Lőw András, Ispánki Zoltán, Stanley "CAS" Hardesty USA

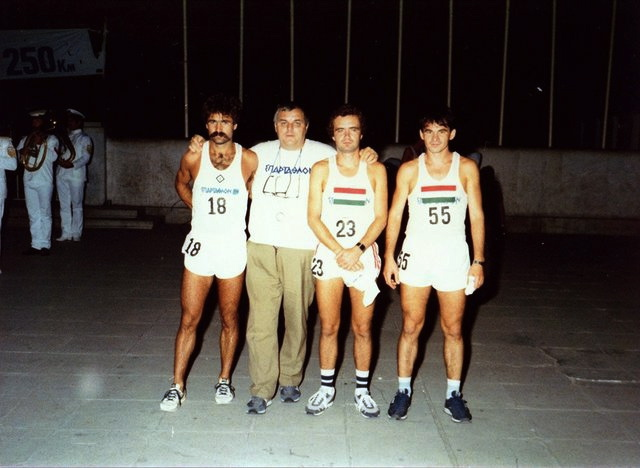
Az 1986-os magyar Spartathlon csapat képe a rajtnál. Balról jobbra: Kis-Király Ernő, Kraivich József, Simon László, Sipos István

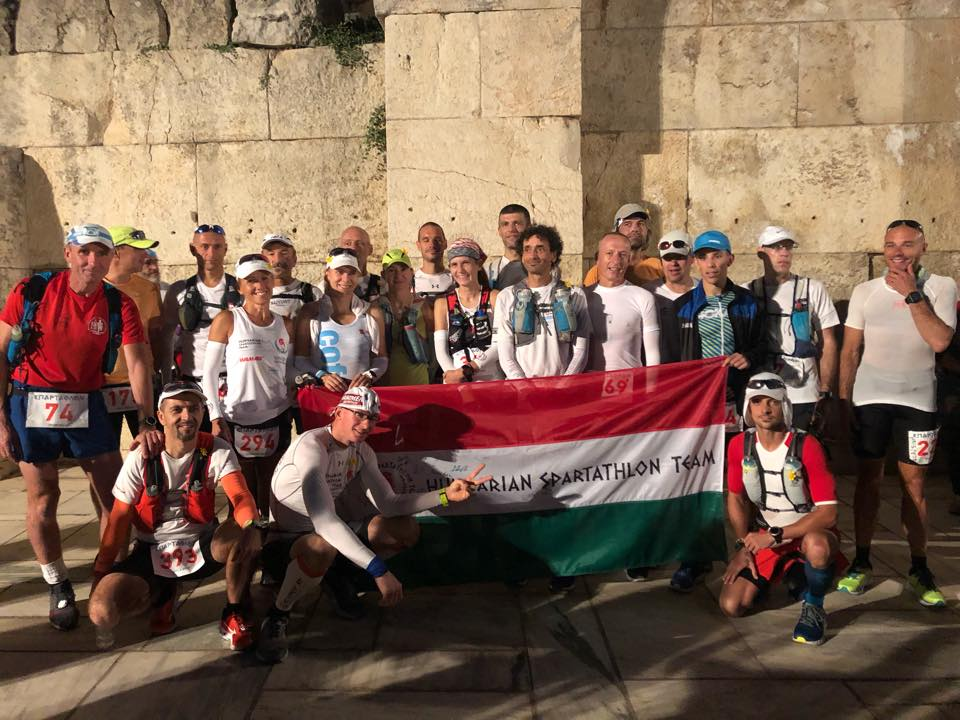
A 2019-es magyar Spartathlon-csapat a rajt előtt. Balról jobbra hátsó sor: Veress Béla, Sárosi Gyula, Zahorán János, Káldi Péter, Toldi Péter, Lőw András, Kovács Ádám, Máthé Zoltán, Korányi Balázs, Simonyi Balázs // középső sor: Gálik Ervin (Szlovákia), Maráz Zsuzsanna, Marton-Mlecsenkov Éva, Kisháziné Zombori Erika, Vágó Boglárka, Tóth Attila, Gyöngyösi János Tibor, Czunyi Károly // guggoló sor: Bíró Attila, Csécsei Zoltán, Borbás Tibor

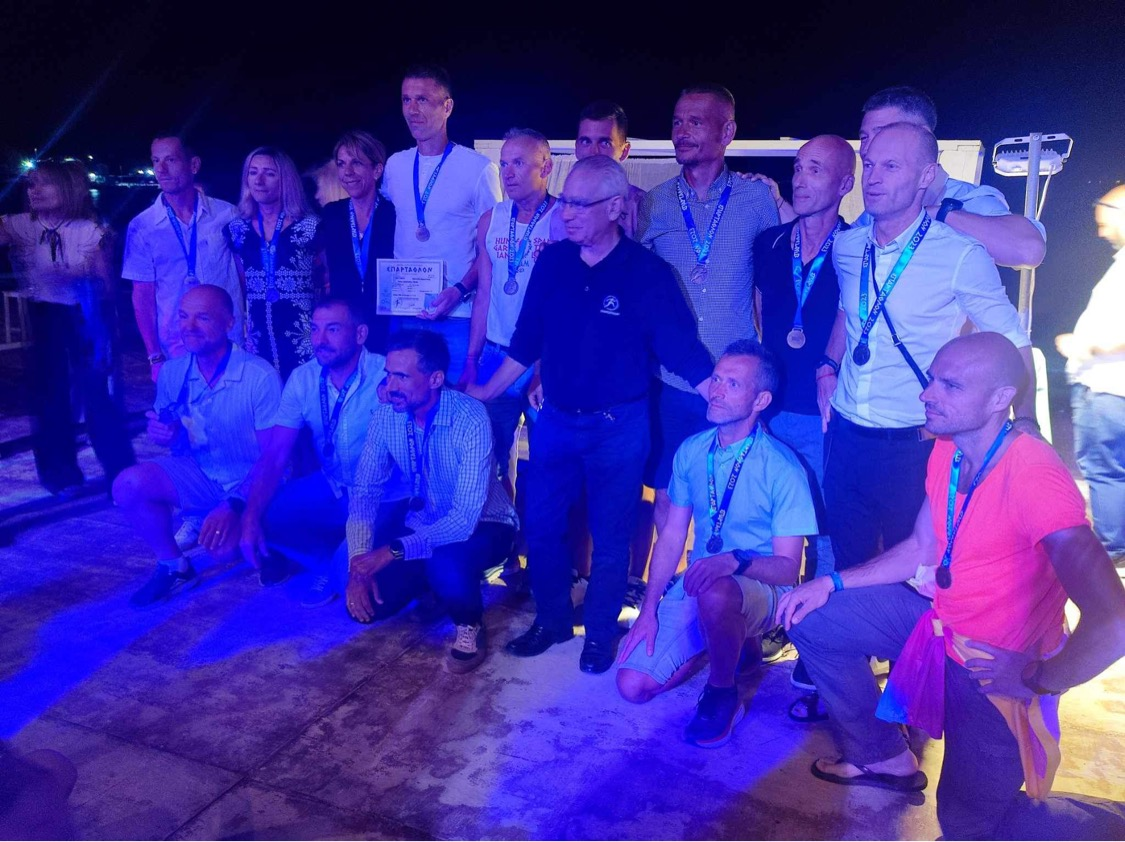
2023-as magyar teljesítők az éremátadáson

A legtöbbszörös magyar teljesítő Lőw András (21 célba érkezés), őt Simonyi Balázs követi, aki egyben tagja annak a szűk klubnak, akik az első teljesítésüktől kezdve legalább tíz, megszakítások, kiesések nélküli célbaérést tudhatnak magukénak. (Nem ideszámítva 2020-at, amikor a Covid-járvány miatt nem rendeztek versenyt). 
Az eddigi magyar célbaérők (időrendben – név, teljesítés éve, nettó idő, félkövérrel a dobogós helyek):
| Sipos István                 | 1985 (32:48:00); 1986 (30:26:00); 1989 (28:29:43); 1995 (33:40:43) |
| Kis-Király Ernő              | 1986 (26:07:00) |
| Simon László                 | 1986 (33:30:00); 2006 (35:43:25) |
| Mayer Miklós                 | 1987 (30:23:45) |
| Hári Gyula                   | 1988 (31:33:41); 1990 (35:10:50); 1991 (29:12:55) |
| Bogár János                  | 1989 (30:43:17); 1990 (24:49:19); 1991 (24:15:31); 2021 (31:21:54) |
| Rápolti Gyula                | 1990 (33:23:20); 1992 (35:46:48) |
| Molnár Mihály                | 1990 (35:38:44) |
| Tabajdi József               | 1992 (30:29:36) |
| Lőw András                   | 1992 (32:46:17); 1993 (35:40:00); 2000 (29:43:59); 2001 (27:46:27); 2002 (29:40:29); 2003 (30:12:47); 2004 (28:17:46); 2005 (32:17:01); 2006 (30:09:34); 2007 (31:36:02); 2008 (30:14:18); 2009 (29:46:21); 2010 (32:26:59); 2011 (30:17:52); 2012 (33:33:48); 2013 (30:50:14); 2014 (30:14:44); 2015 (35:21:39); 2016 (34:46:26); 2017 (30:51:54), 2018 (33:37:52) |
| Nemes Attila                 | 1992 (33:48:18); 1993 (35:11:03); 1995 (34:39:33); 1998 (34:33:38); 2000 (35:35:44); 2002 (35:48:41) |
| Méreg József                 | 1992 (34:53:11) |
| Horváth Ákos                 | 1993 (34:45:22); 1994 (34:17:00); 1996 (35:03:00) |
| Németh Zoltán                | 1993 (35:40:00); 2009 (35:07:27) |
| Illés Imre (Vajdaság)        | 1997 (28:12:00); 1998 (32:17:37) |
| Ludvig Antal                 | 1997 (33:39:00) |
| Tóth-Urbán Tamás             | 1997 (34:41:00); 1998 (35:09:49); 2006 (31:40:31); 2007 (34:44:53) |
| Németh Csaba                 | 1998 (28:48:41) |
| Kalotai Levente              | 1999 (29:12:22); 2005 (31:33:00); 2006 (25:52:24) |
| Varga János                  | 2000 (33:51:40) |
| Ispánki Zoltán               | 2001 (32:38:18); 2002 (30:43:58) |
| Pék Imre                     | 2001 (35:50:02); 2003 (35:47:38) |
| Sike Gábor                   | 2002 (34:32:05) |
| Fendrik László               | 2002 (34:57:10); 2005 (35:31:21); 2006 (35:43:25); 2007 (34:44:53); 2008 (35:44:01); 2010 (35:09:14) |
| Bontovics Tímea              | 2004 (35:52:54) |
| Lelkes Gusztáv               | 2005 (34:40:14); 2010 (35:09:14) |
| Korányi Balázs               | 2005 (35:24:51); 2008 (35:44:01), 2019 (34:55:35) |
| Csató József (Erdély)        | 2005 (35:59:03) |
| Molnár Péter                 | 2006 (34:25:36) |
| Blahó Ákos                   | 2006 (34:26:59) |
| Hollókői Szabolcs            | 2006 (34:36:59) |
| Végh Attila                  | 2006 (35:09:33); 2009 (35:07:27) |
| Frank Tibor                  | 2006 (35:13:36) |
| Horváth Mónika               | 2007 (35:33:32); 2008 (35:59:12) |
| Zahorán János                | 2008 (32:26:36); 2010 (33:43:22), 2019 (35:05:14) |
| Sándor Csaba                 | 2008 (34:21:17) |
| Reményi László               | 2008 (35:59:12) |
| Cserpák József               | 2009 (27:24:45) |
| Tóth Attila                  | 2009 (29:33:58); 2010 (29:37:12); 2011 (30:51:15); 2014 (30:59:12) |
| Szőnyi Ferenc                | 2009 (34:22:04); 2011 (31:38:58); 2014 (31:03:20) |
| Csőre Ernő                   | 2009 (35:07:27); 2014 (35:15:24) |
| Egyed János                  | 2009 (35:40:30) |
| Kovács Imre                  | 2010 (35:03:07) |
| Bögi Sándor (Szlovákia)      | 2010 (35:05:13); 2011 (35:44:42); 2012 (35:47:32) |
| Lubics Szilvia               | 2010 (35:32:12); 2011 (29:07:39); 2012 (29:45:56); 2013 (28:03:04); 2014 (26:53:40); 2015 (29:18:44); 2017 (33:20:23) |
| Szabó Sándor                 | 2010 (35:32:12) |
| Lajkó Csaba                  | 2011 (31:55:24); 2012 (31:47:31); 2013 (28:39:32); 2015 (34:45:08); 2017 (35:05:30) |
| Noszik János                 | 2011 (33:46:42); 2014 (35:26:53) |
| Rudolf Tamás                 | 2012 (28:29:59); 2013 (34:17:24); 2017 (28:50:10) |
| Vajda Zoltán                 | 2013 (31:59:07); 2014 (29:46:23); 2015 (29:08:39), 2023 (28:24:01) |
| Sznopek József               | 2013 (35:19:56); 2014 (33:52:58) |
| Hegedűs Ákos                 | 2013 (35:31:06) |
| Simonyi Balázs               | 2013 (35:32:24; 2014 (33:54:58); 2015 (35:50:05); 2016 (33:44:29); 2017 (34:42:31); 2018 (34:18:24); 2019 (26:04:30); 2021 (29:35:07); 2022 (30:55:01); 2023 (33:54:39), 2024 (33:57:37) |
| Vojnic Zelic Igor (Vajdaság) | 2013 (35:37:30) |
| Fazekas János (Szlovákia)    | 2013 (35:42:47) |
| Sipos József (D.ZS.O)        | 2013 (35:51:06); 2014 (35:45:39) |
| Kulcsár András               | 2013 (35:51:07); 2014 (33:42:27) |
| Lukács Albert                | 2013 (35:51:15) |
| Veress Béla                  | 2014 (33:39:20); 2016 (32:49:08); 2017 (32:30:27), 2018 (34:11:39), 2019 (34:17:38); 2021 (33:55:08) |
| Járosi Tamás                 | 2014 (34:06:33) |
| Máténé Varju Edit            | 2014 (34:28:43); 2015 (35:12:47); 2016 (32:27:06) |
| Héjja Péter                  | 2014 (34:50:44) |
| Niedermann Péter             | 2014 (35:08:24) |
| Palásthy István              | 2014 (35:26:54) |
| Deák László Attila           | 2014 (35:46:23) |
| Kreidl Csaba                 | 2015 (34:45:04); 2017 (33:05:50), 2018 (32:23:24) |
| Török-Ilyés László           | 2015 (34:45:11); 2016 (35:02:42); 2017 (33:56:00) |
| Vajda Anita                  | 2015 (35:12:47) |
| Badics Attila                | 2015 (35:18:02) |
| Maráz Zsuzsanna              | 2016 (27:45:42); 2017 (25:43:40); 2018 (27:05:28); 2019 (27:16:26); 2021 (25:59:51) |
| Márkus István                | 2016 (29:26:40) |
| Szabó Zoltán                 | 2016 (32:58:49) |
| Jeszenszky Péter             | 2016 (35:32:37) |
| Rácz Róbert                  | 2017 (30:50:33); 2018 (31:33:47) |
| Evetovics-Balla Hajnalka     | 2017 (33:55:54) |
| Huzsvay Edit                 | 2017 (33:16:28) |
| Kisháziné Zombory Erika      | 2017 (34:54:40), 2019 (33:56:30) |
| Vágó Boglárka                | 2017 (34:30:21) |
| Máthé Zoltán                 | 2017 (32:53:32) |
| Káldi Péter                  | 2017 (35:02:30), 2024 (35:41:48) |
| Csákány Krisztina            | 2017 (33:52:52), 2019 (34:51:55) |
| Veres Szilárd                | 2017 (33:15:37) |
| Bódis Tamás                  | 2018 (24:59:18); 2019 (23:28:37), 2024 (24:01:25) |
| Csécsei Zoltán               | 2018 (28:16:10); 2019 (24:15:54) |
| Toldi Péter                  | 2018 (29:19:09), 2019 (28:46:30) |
| Halama Levente               | 2018 (31:00:25) |
| Büki Tivadar                 | 2018 (31:32:52) |
| Bene Ármin                   | 2018 (32:06:40) |
| Blaskó Mihály                | 2018 (32:52:28) |
| Kovács Ádám                  | 2018 (33:05:56) |
| Bognár Ákos                  | 2018 (33:43:41), 2024 (32:21:32) |
| Preil József                 | 2018 (33:53:52) |
| Kozma Zsolt                  | 2018 (34:26:12) |
| Szűcs Lajos                  | 2018 (34:33:14) |
| Mag Erika                    | 2018 (34:49:24) |
| Borbás Tibor                 | 2019 (28:17:00) |
| Gyöngyösi János Tibor        | 2019 (29:49:25); 2021 (26:46:53) |
| Taksonyi Szilárd             | 2019 (33:18:08) |
| Zétényi Szvetlana            | 2021 (28:26:11), 2023 (27:57:49) |
| Boros Richárd                | 2021 (31:47:58), 2023 (34:52:19) |
| Lovász Zsolt                 | 2021 (32:32:48) |
| Takács Péter Balázs          | 2021 (33:20:00) |
| Szekeres Tibor               | 2021 (33:45:49), 2023 (35:18:41) |
| Dombay Gábor                 | 2021 (34:32:37) |
| Farkas Zoltán Károly         | 2021 (34:41:58), 2024 (33:34:04) |
| Hallgató-Csík Ivett          | 2021 (34:47:18) |
| Sárosi Gyula                 | 2021 (35:46:58) |
| Erős TIbor                   | 2022 (23:23:53); 2023 (24:40:01) |
| Mihalik Norbert              | 2023 (24:39:56) |
| Gáspár Péter                 | 2023 (23:41:56) |

### Magyar sikerek
A verseny évről évre népes magyar csapatot vonz, és a sikerek sem maradnak el. Bogár János 1990-ben harmadik helyen ért célba a Spartathlonon, 1991-ben pedig meg is nyerte azt. Lubics Szilvia 2011-ben, 2013-ban és 2014-ben is nyert a nők között, 2015-ben nagy küzdelemben a 3. helyet szerezte meg, csakúgy, mint 2012-ben. Lubics 2014-es győzelmével 26:53:40-re javította a női pályacsúcsot és az abszolút versenyben 9. helyen ért célba. 2015-ben Nagy Katalin amerikai színekben nyert 25:07:12-es újabb pályacsúccsal, abszolút negyedikként. Érdekesség, hogy Lubics Szilvia és Nagy Katalin ugyanannak az edzőnek, Lőrincz Olivérnek a tanítványa.
Kis-Király Ernő 1986-ban ezüstérmes volt, Hári Gyula 1991-ben harmadik lett míg Nagy Katalin 2014-ben második helyen ért célba.
A magyar futók közül legtöbbször, 21 alkalommal, Lőw András ért célba. A magyar nők közül először Bontovics Tímea futotta le a Spartathlont 2004-ben. 2014-ben nem kevesebb, mint tizenkilenc magyar teljesítette a versenyt. 2006-ban Simon László húsz év után, 2021-ben Bogár János 30 év után tért vissza. 2011-ben Bögi Sándor a 100. magyar teljesítést érte el (beleértve a határon túli magyarokat is).
2018-ban és 2019-ben Maráz Zsuzsanna lett a verseny női bajnoka. 2016-ban 3., 2017-ben és 2021-ben 2., helyen végzett.

## Statisztika 2012-ig
Az országok relatív rangsora a teljesítések számának és az ország lakosságának arányában
| Ország       | Teljesítések száma | Állampolgár/teljesítés |
| ------------ | ------------------ | ---------------------- |
| Finnország   | 74                 | 79300                  |
| Görögország  | 134                | 79900                  |
| Magyarország | 100                | 99400                  |
| Dánia        | 39                 | 141000                 |
| Belgium      | 69                 | 150700                 |
| Észtország   | 8                  | 162500                 |

Az országok abszolút rangsora a teljesítések száma szerint
| Ország             | Teljesítések száma |
| ------------------ | ------------------ |
| Japán              | 524                |
| Németország        | 269                |
| Franciaország      | 214                |
| Görögország        | 134                |
| Egyesült Királyság | 123                |
| Magyarország       | 100                |

## Rekordok
A görög születésű ausztrál futó, Jánisz Kúrosz, az első Spartathlon győztese 20:25-ös idővel tartja a pályacsúcsot. Kúrosz négy Spartathlonon indult, mind a négyet megnyerte, és a verseny történetének négy leggyorsabb idejét futotta. 2005-ben versenyen kívül sikeresen teljesítette az oda-vissza Spartathlont, azaz az Athén–Spárta–Athén távot, és ezzel teljes egészében reprodukálta Pheidippidész futár útját. Hubert Karl (Németország) 22 és Lőw András 21 teljesítéssel vezeti a legtöbbször célba érkező ranglistáját. Lőw András 2000 és 2018 között zsinórban 19-szer ért célba. Dusan Mravlje első (1983) és legutóbbi (2008) teljesítése között 25 év telt el.
Mary Larsson (Hanudel) első és legutóbbi, 2006-os teljesítése között 22 év telt el. Kimie Noto (Funada) 1995 és 2007 között minden évben célba ért (ez 13 teljesítés zsinórban). Ezalatt kétszer első, ötször második, kétszer harmadik, háromszor negyedik és egyszer hatodik lett a nők között.
A brit Elizabeth Hawker 2012-ben minden idők legjobb abszolút helyezésével, 3. helyezettként nyert a nők között, egyúttal 27:02:17-tel új női pályacsúcsot is felállított, több mint fél órával megjavítva a régit.

## Egy bajnok tanácsai a résztvevőknek
A háromszoros győztes svéd Rune Larsson az alábbi tanácsokat gyűjtötte össze a Spartathlon aspiránsainak. Larsson szerint akik ezeknek a feltételeknek megfelelnek, illetve tanácsait megfogadják, jó eséllyel teljesíteni tudják a távot. A sikerre pályázó versenyző:
- Olyan felkészülést tud maga mögött, mely révén 10 órán belül képes 100 kilométert lefutni. Aki 10 órán kívüli 100 kilométert fut, rossz esélyekkel indul, annak, aki 9 órán belül futja, jó esélyei vannak.
- Maximum egy övtáskányi terhet visz, és lehetőleg innivalót sem cipel, hanem a frissítőállomások kínálatára hagyatkozik.
- Cipelés helyett előreküldi a felszerelését. Larsson maga három különböző pontra küldte előre az éjszaka használt meleg ruháit.
- Az éjszakai világításhoz fejlámpát használ. Ebből a négy LED-es a legjobb.
- Minél többet eszik, inkább többször keveset, többféle ételből.
- A verseny során jelentős, a testsúly közel 25%-ának megfelelő folyadékot iszik.
- A kiizzadt sót rendszeresen pótolja. Ezt legjobb sótablettával tenni, de az egyszerű konyhasó is megfelelő.
- A lehető legkevesebb időt tölti a frissítőállomásokon.
- Felkészül arra, hogy átmeneti gyomorproblémái lesznek, és ezekre tudatosan készül. A felmerülő problémák idővel megoldódnak, a pánik felesleges erőpocsékolás.
- Kimerültség esetén és evés közben gyalogol.
- Az emelkedőkön nem fut, csak a sík és lejtős szakaszokat futja meg.
- Egyértelmű célt tűz ki maga elé, ami Spártával kapcsolatos, és ezt a célt folyamatosan szem előtt tartja.
- Élvezi a versenyt.

## A legjobbak

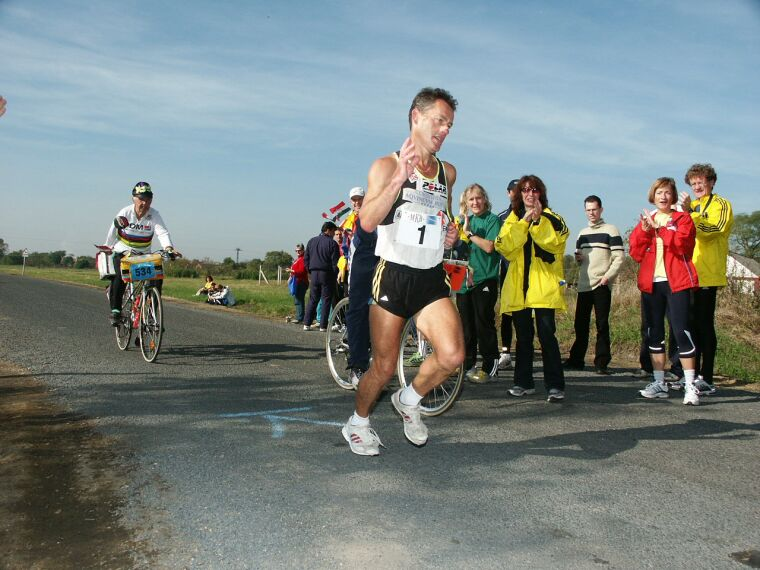
Bogár János, az 1991-es Spartathlon győztese

### Férfi győztesek
| Rajt                 | Győztes             | Nemzet | Idő      |
| -------------------- | ------------------- | ------ | -------- |
| 2024. szeptember 28. | Fotisz Zizimopulosz | GRE    | 20:18:43 |
| 2023. szeptember 30. | Fotisz Zizimopulosz | GRE    | 19:55:09 |
| 2022. október 1.     | Fotisz Zizimopulosz | GRE    | 21:00:59 |
| 2021. szeptember 25. | Fotisz Zizimopulosz | GRE    | 21:57:20 |
| 2019. szeptember 27. | Bódis Tamás         | HUN    | 23:28:37 |
| 2018. szeptember 28. | Yoshihiko Ishikawa  | JPN    | 22:55:13 |
| 2017. szeptember 29. | Aleksandr Sorokin   | LTU    | 22:04:04 |
| 2016. október 1.     | Andrzej Radzikowski | POL    | 23:02:23 |
| 2015. szeptember 26. | Florian Reus        | GER    | 23:17:31 |
| 2014. szeptember 27. | Ivan Cudin          | ITA    | 22:29:29 |
| 2013. szeptember 28. | João Oliveira       | POR    | 23:29:08 |
| 2012. szeptember 29. | Stu Thoms           | GER    | 26:28:19 |
| 2011. október 1.     | Ivan Cudin          | ITA    | 22:57:34 |
| 2010. szeptember 25. | Ivan Cudin          | ITA    | 23:03:06 |
| 2009. szeptember 26. | Ryoichi Sekiya      | JPN    | 23:48:24 |
| 2008. szeptember 27. | Scott Jurek         | USA    | 22:20:01 |
| 2007. szeptember 28. | Scott Jurek         | USA    | 23:12:14 |
| 2006. szeptember 29. | Scott Jurek         | USA    | 22:52:18 |
| 2005. szeptember 30. | Jens Lukas          | GER    | 24:20:39 |
| 2004. október 1.     | Jens Lukas          | GER    | 25:49:59 |
| 2003. szeptember 26. | Marcus Thalman      | AUT    | 23:28:24 |
| 2002. szeptember 27. | Ryoichi Sekiya      | JPN    | 23:47:54 |
| 2001. szeptember 28. | Valmir Nunes        | BRA    | 23:18:05 |
| 2000. szeptember 29. | Ohtaki Masayuki     | JPN    | 24:01:10 |
| 1999. szeptember 24. | Jens Lukas          | GER    | 25:38:03 |
| 1998. szeptember 25. | Kostas Reppos       | GRE    | 25:11:41 |
| 1997. szeptember 26. | Kostas Reppos       | GRE    | 23:37    |
| 1996. szeptember 27. | Roland Vuillemenot  | FRA    | 26:21    |
| 1995. szeptember 29. | James Zarei         | GBR    | 25:59:42 |
| 1994. szeptember 23. | James Zarei         | GBR    | 26:15    |
| 1993. szeptember 24. | Rune Larsson        | SWE    | 26:57:12 |
| 1992. szeptember 25. | Rusko Kantief       | BUL    | 24:08:13 |
| 1991. szeptember 27. | Bogár János         | HUN    | 24:15:31 |
| 1990. szeptember 28. | Jánisz Kúrosz       | GRE    | 20:29    |
| 1989. szeptember 29. | Patrick Macke       | GBR    | 24:32    |
| 1988. szeptember 30. | Rune Larsson        | SWE    | 24:42    |
| 1987. szeptember 25. | Rune Larsson        | SWE    | 24:41    |
| 1986. szeptember 19. | Jánisz Kúrosz       | GRE    | 21:57    |
| 1985. szeptember 27. | Patrik Macke        | GBR    | 23:18    |
| 1984. szeptember 28. | Jánisz Kúrosz       | GRE    | 20:25    |
| 1983. szeptember 30. | Jánisz Kúrosz       | GRE    | 21:53    |

### Női győztesek
| Rajt                 | Győztes                       | Nemzet | Idő      |
| -------------------- | ----------------------------- | ------ | -------- |
| 2024. szeptember 28. | Noora Honkala                 | FIN    | 24:25:08 |
| 2023. szeptember 30. | Camille Herron                | USA    | 22:35:31 |
| 2022. október 1.     | Dzaviza Diana                 | LAT    | 25:03:41 |
| 2021. szeptember 25. | Dzaviza Diana                 | LAT    | 25:23:59 |
| 2019. szeptember 27. | Maráz Zsuzsanna               | HUN    | 27:15:12 |
| 2018. szeptember 28. | Maráz Zsuzsanna               | HUN    | 27:05:28 |
| 2017. szeptember 29. | Patrycja Bereznowska          | POL    | 24:48:18 |
| 2016. október 1.     | Nagy Katalin                  | USA    | 25:23:52 |
| 2015. szeptember 26. | Nagy Katalin                  | USA    | 25:07:12 |
| 2014. szeptember 27. | Lubics Szilvia                | HUN    | 26:53:40 |
| 2013. szeptember 28. | Lubics Szilvia                | HUN    | 28:03:04 |
| 2012. szeptember 29. | Elizabeth Hawker              | GBR    | 27:02:17 |
| 2011. október 1.     | Lubics Szilvia                | HUN    | 29:07:39 |
| 2010. szeptember 25. | Emily Gelder                  | GBR    | 30:17:03 |
| 2009. szeptember 26. | Inagaki Sumie                 | JPN    | 27:39:49 |
| 2008. szeptember 27. | Sook Hur                      | KOR    | 30:03:22 |
| 2007. szeptember 28. | Akiko Sakamoto                | JPN    | 31:09:24 |
| 2006. szeptember 29. | Inagaki Sumie                 | JPN    | 28:37:20 |
| 2005. szeptember 30. | Kimie Noto                    | JPN    | 30:23:07 |
| 2004. október 1.     | Kimie Noto                    | JPN    | 29:57:40 |
| 2003. szeptember 26. | Akiko Sakamoto                | JPN    | 29:07:44 |
| 2002. szeptember 27. | Irina Reutovich               | RUS    | 28:10:48 |
| 2001. szeptember 28. | Alzira Portela-Lario          | POR    | 30:31:41 |
| 2000. szeptember 29. | Hiroko Okiyama                | JPN    | 29:16:37 |
| 1999. szeptember 24. | Anny Monot                    | FRA    | 35:38:08 |
| 1998. szeptember 25. | Mary Larsson                  | SWE    | 28:46.58 |
| 1997. szeptember 26. | Helga Backhaus                | GER    | 30:39    |
| 1996. szeptember 27. | Helga Backhaus                | GER    | 29:50    |
| 1995. szeptember 29. | Helga Backhaus                | GER    | 29:33    |
| 1994. szeptember 23. | Helga Backhaus                | GER    | 30:41    |
| 1993. szeptember 24. | Sigrid Lomsky                 | GER    | 32:43:32 |
| 1992. szeptember 25. | Hilary Walker                 | GBR    | 29:49:49 |
| 1991. szeptember 27. | Ursula Blasberg               | GER    | 34:42:45 |
| 1990. szeptember 28. | Anne-Marie Deguilhem          | FRA    | 34:07:41 |
| 1989. szeptember 29. | Mary Hanudel (később Larsson) | USA    | 31:57:23 |
| 1988. szeptember 30. | –                             |        |          |
| 1987. szeptember 25. | Hilary Walker                 | GBR    | 31:23:30 |
| 1986. szeptember 19. | Waltaud Reisert               | GER    | 32:21    |
| 1985. szeptember 27. | Mary Hanudel (később Larsson) | USA    | 34:10    |
| 1984. szeptember 28. | Mary Hanudel (később Larsson) | USA    | 34:15:10 |
|                      | Lorna Richey                  | USA    | 34:15:10 |
|                      | Marcy Schwam                  | USA    | 34:15:10 |
| 1983. szeptember 30. | Elanor Adams                  | GBR    | 32:37:52 |

### Örökranglista
Teljes eredménylista
Minden idők 50 legjobb időeredménye 2018:

#### Férfiak
|     | Versenyző                  | Időeredmény | Nemzet | Év   | Helyezés | Életkor |
| --- | -------------------------- | ----------- | ------ | ---- | -------- | ------- |
| 1.  | Jánisz Kúrosz              | 20:25:00    | GRE    | 1984 | 1        | 28      |
| 2.  | Jánisz Kúrosz              | 20:29:04    | GRE    | 1990 | 1        | 34      |
| 3.  | Jánisz Kúrosz              | 21:53:42    | GRE    | 1983 | 1        | 27      |
| 4.  | Jánisz Kúrosz              | 21:57:00    | GRE    | 1986 | 1        | 30      |
| 5   | Aleksandr Sorokin          | 22:04:04    | LTU    | 2017 | 1        | 37      |
| 6   | Scott Jurek                | 22:20:01    | USA    | 2008 | 1        | 35      |
| 7   | Ivan Cudin                 | 22:29:29    | ITA    | 2014 | 1        | 39      |
| 8   | Radek Brunner              | 22:49:37    | CZE    | 2017 | 2        | 42      |
| 9   | Scott Jurek                | 22:52:18    | USA    | 2006 | 1        | 33      |
| 10  | Yoshihiko Ishikawa         | 22:55:13    | JPN    | 2018 | 1        | 30      |
| 11  | Ivan Cudin                 | 22:57:40    | ITA    | 2011 | 1        | 36      |
| 12  | Nikolaos Sideridis         | 22:58:40    | GRE    | 2017 | 3        | 37      |
| 13  | Andrzej Radzikowski        | 23:02:23    | POL    | 2016 | 1        | 37      |
| 14  | Ivan Cudin                 | 23:03:06    | ITA    | 2010 | 1        | 35      |
| 15  | Patrik Macke               | 23:08:41    | GBR    | 1990 | 2        | 35      |
| 16  | Scott Jurek                | 23:12:14    | USA    | 2007 | 1        | 34      |
| 17  | Florian Reus               | 23:17:31    | GER    | 2015 | 1        | 34      |
| 18  | Patrik Macke               | 23:18:00    | GBR    | 1985 | 1        | 30      |
| 19  | Valmir Nunes               | 23:18:05    | BRA    | 2001 | 1        | 37      |
| 20  | Yoshihiko Ishikawa         | 23:20:56    | JPN    | 2017 | 4        | 29      |
| 21  | Markus Thalmann            | 23:28:24    | AUT    | 2003 | 1        | 39      |
| 22  | Oliveira Joao              | 23:29:08    | POR    | 2013 | 1        | 35      |
| 23  | Jan Albert Lantink         | 23:31:22    | NED    | 2010 | 2        | 51      |
| 24  | Marco Bonfiglio            | 23:36:58    | ITA    | 2016 | 2        | 41      |
| 25  | Kostas Reppos              | 23:37:00    | GRE    | 1997 | 1        | 31      |
| 26  | Radek Brunner              | 23:37:25    | CZE    | 2018 | 2        | 43      |
| 27  | Dusan Mravlje              | 23:44:00    | YUG    | 1985 | 2        | 32      |
| 28  | Ryoichi Sekiya             | 23:47:54    | JPN    | 2002 | 1        | 35      |
| 29  | Ryoichi Sekiya             | 23:48:24    | JPN    | 2009 | 1        | 42      |
| 30  | Dan Lawson                 | 23:53:32    | GBR    | 2015 | 2        | 42      |
| 31  | Kim Hansen                 | 23:54:37    | DEN    | 2015 | 3        | 40      |
| 32  | Reus Florian               | 23:57:13    | ROM    | 2014 | 2        | 30      |
| 33  | Ohtaki Masayuki            | 24:01:10    | JPN    | 2000 | 1        | 34      |
| 34  | Radek Brunner              | 24:07:29    | CZE    | 2016 | 3        | 41      |
| 35  | Rusko Kantief              | 24:08:13    | BUL    | 1992 | 1        | 34      |
| 36  | Ryoichi Sekiya             | 24:14:11    | JPN    | 2006 | 2        | 39      |
| 37  | Bogár János                | 24:15:31    | HUN    | 1991 | 1        | 27      |
| 38  | Jens Lukas                 | 24:20:39    | GER    | 2005 | 1        | 39      |
| 39  | Yuji Sakai                 | 24:22:24    | JPN    | 2011 | 2        | 43      |
| 40  | Piotr Kurylo               | 24:29:41    | POL    | 2007 | 2        | 35      |
| 41  | Sebastian Białobrzeski     | 24:30:07    | POL    | 2017 | 5        | 28      |
| 42  | Lars Skytte Christoffersen | 24:31:45    | DEN    | 2009 | 2        | 37      |
| 43. | Patrik Macke               | 24:32:05    | GBR    | 1989 | 1        | 34      |
| 44  | Oliveira Joao              | 24:34:30    | POR    | 2018 | 3        | 40      |
| 45  | Dusan Mravlje              | 24:39:22    | YUG    | 1983 | 2        | 30      |
| 46  | Dusan Mravlje              | 24:40:38    | YUG    | 1984 | 2        | 31      |
| 47  | Rune Larsson               | 24:41:46    | SWE    | 1987 | 1        | 31      |
| 48  | Jean-Dominique Calbera     | 24:42:00    | FRA    | 1985 | 3        | 37      |
| 49  | Rune Larsson               | 24:42:05    | SWE    | 1988 | 1        | 32      |
| 50  | Jens Lukas                 | 24:46:51    | GER    | 2001 | 2        | 35      |

#### Nők
Minden idők 50 legjobb időeredménye 2018-ig:
|    | Versenyző            | Időeredmény | Nemzet | Év   | Helyezés |  |
| -- | -------------------- | ----------- | ------ | ---- | -------- |  |
| 1  | Patrycja Bereznowska | 24:48:18    | POL    | 2017 | 1        |  |
| 2  | Nagy Katalin         | 25:07:12    | USA    | 2015 | 1        |  |
| 3  | Nagy Katalin         | 25:23:52    | USA    | 2016 | 1        |  |
| 4  | Maráz Zsuzsanna      | 25:43:40    | HUN    | 2017 | 2        |  |
| 5  | Niwińska Aleksandra  | 26:28:48    | POL    | 2017 | 3        |  |
| 6  | Alyson Venti         | 26:50:51    | USA    | 2015 | 2        |  |
| 7  | Lubics Szilvia       | 26:53:40    | HUN    | 2014 | 1        |  |
| 8  | Stine Rex            | 26:58:16    | DEN    | 2017 | 4        |  |
| 9  | Elizabeth Hawker     | 27:02:17    | GBR    | 2012 | 1        |  |
| 10 | Maráz Zsuzsanna      | 27:05:28    | HUN    | 2018 | 1        |  |
| 11 | Pam Smith            | 27:13:31    | USA    | 2016 | 2        |  |
| 12 | Veronika Jurisic     | 27:19:27    | CRO    | 2017 | 5        |  |
| 13 | Sumie Inagaki        | 27:40:00    | JPN    | 2009 | 1        |  |
| 14 | Maráz Zsuzsanna      | 27:45:42    | HUN    | 2016 | 2        |  |
| 15 | Kateřina Kašparová   | 27:47:16    | CZE    | 2018 | 2        |  |
| 16 | Lubics Szilvia       | 28:03:04    | HUN    | 2013 | 1        |  |
| 17 | Irina Reutovich      | 28:10:48    | RUS    | 2002 | 1        |  |
| 18 | Antje Krause         | 28:13:57    | GER    | 2017 | 6        |  |
| 19 | Teija Honkonen       | 28:36:08    | FIN    | 2018 | 3        |  |
| 20 | Georgia Manta        | 28:36:15    | GRE    | 2018 | 4        |  |
| 21 | Sumie Inagaki        | 28:37:20    | JPN    | 2006 | 1        |  |
| 22 | Leonie van den Haak  | 28:42:36    | NED    | 2012 | 2        |  |
| 23 | Mary Larsson Hanudel | 28:46:58    | SWE    | 1998 | 1        |  |
| 24 | Catherine Simpson    | 28:52:03    | GBR    | 2018 | 4        |  |
| 25 | Nagy Katalin         | 28:55:03    | USA    | 2014 | 2        |  |
| 26 | Akiko Sakamoto       | 29:07:44    | JPN    | 2003 | 1        |  |
| 27 | Lubics Szilvia       | 29:07:45    | HUN    | 2011 | 1        |  |
| 28 | Hiroko Okiyama       | 29:16:37    | JPN    | 2000 | 1        |  |
| 29 | Lubics Szilvia       | 29:18:44    | HUN    | 2015 | 3        |  |
| 30 | Natasha Robnik       | 29:27:15    | SLO    | 2015 | 4        |  |
| 31 | Kimie Funada Noto    | 29:32:21    | JPN    | 1998 | 2        |  |
| 32 | Helga Backhaus       | 29:33:00    | GER    | 1995 | 1        |  |
| 33 | Sumie Inagaki        | 29:38:54    | JPN    | 2003 | 2        |  |
| 34 | Lubics Szilvia       | 29:45:56    | HUN    | 2012 | 3        |  |
| 35 | Hilary Walker        | 29:49:49    | GBR    | 1992 | 1        |  |
| 36 | Helga Backhaus       | 29:50:00    | GER    | 1996 | 1        |  |
| 37 | Helga Backhaus       | 29:53:49    | GER    | 1998 | 3        |  |
| 38 | Kimie Funada Noto    | 29:57:40    | JPN    | 2004 | 1        |  |
| 39 | Paula Vrdoljak       | 30:01:28    | CRO    | 2017 | 7        |  |
| 40 | Sook-Hoe Hur         | 30:03:22    | KOR    | 2008 | 1        |  |
| 41 | Antje Krause         | 30:07:15    | GER    | 2013 | 2        |  |
| 42 | Sarah Morwood        | 30:10:48    | GBR    | 2017 | 8        |  |
| 43 | Stine Rex            | 30:15:40    | DEN    | 2016 | 3        |  |
| 44 | Emily Gelder         | 30:17:00    | GBR    | 2010 | 1        |  |
| 45 | Heike Bergmann       | 30:22:03    | GER    | 2013 | 3        |  |
| 46 | Kimie Funada Noto    | 30:23:07    | JPN    | 2005 | 1        |  |
| 47 | Okiyama Hiroko       | 30:25:49    | JPN    | 2002 | 2        |  |
| 48 | Mary Larsson Hanudel | 30:27:00    | SWE    | 1996 | 2        |  |
| 49 | Sara Trevisan        | 30:27:51    | ITA    | 2017 | 8        |  |
| 50 | Alzira Portela-Lario | 30:31:41    | POR    | 2001 | 1        |  |

### Külső hivatkozások
Simonyi Balázs 2015-ös beszámolója
- A Spartathlon hivatalos honlapja
- Hámori Tibor 1985-ös cikkének 1. része
- Hámori Tibor 1985-ös cikkének 2. része
- Ispánki Zoltán 2001-es beszámolója
- Zámbori Zoltán 2003-as beszámolója
- Lőw András 2004-es beszámolója
- Bontovics Tímea 2004-es beszámolója
- Lelkes Gusztáv 2005-ös cikke a magyar csapat szerepléséről
- Ispánki Zoltán 2005-ös beszámolója
- Korányi Balázs 2005-ös beszámolója
- Lelkes Gusztáv 2005-ös beszámolója
- Végh Attila 2005-ös beszámolója
- Blahó Ákos 2006-os beszámolója
- Fendrik László 2006-os beszámolója
- Molnár Péter 2006-os beszámolója
- Sipos István 2006-os beszámolója
- Simon László 2006-os beszámolója
- Fendrik László 2007-es beszámolója
- Lőw András 2007-es beszámolója
- Sándor Csaba 2008-as beszámolója
- Fendrik László 2008-as beszámolója
- Ispánki Zoltán 2008-as beszámolója
- Korányi Balázs 2008-as beszámolója
- athéni követség (Korányi Balázs) 2008-as beszámolója Archiválva 2008. október 26-i dátummal a Wayback Machine-ben
- Zahorán János 2008-as beszámolója
- Fendrik László 2009-es beszámolója
- Egyed János 2009-es beszámolója
- Tóth Attila 2009-es beszámolója
- Végh Attila 2009-es beszámolója
- Csőre Ernő 2009-es beszámolója, 1. rész
- Csőre Ernő 2009-es beszámolója, 2. rész
- Csőre Ernő 2009-es beszámolója, 3. rész
- Ispánki Zoltán 2009-es beszámolója
- Szitó Ervin 2009-es beszámolója
- Németh Zoltán 2009-es beszámolója
- Varga Ágnes (kísérő) 2009-es beszámolója, 0. rész
- Varga Ágnes (kísérő) 2009-es beszámolója, 1. rész
- Varga Ágnes (kísérő) 2009-es beszámolója, 2. rész
- Lubics Szilvia 2010, tervek
- Horváth Mónika 2010, tervek
- Frank Tibor 2010, tervek
- Ispánki Zoltán 2010, tervek
- Végh Attila 2010, tervek
- Fendrik László 2010-es beszámolója
- Tóth Attila 2010, beszélgetés
- Lubics Szilvia 2010-es beszámolója
- Noszik János 2010-es beszámolója
- Zahorán János 2010-es beszámolója
- Lesi Zoltán 2011-es beszámolója
- Gyurján Tamás 2011-es beszámolója
- Lajkó Csaba 2011-es beszámolója
- Lórántfi Csaba 2012-es beszámolója
- Lubics Szilvia 2012-es beszámolója
- Lajkó Csaba 2012-es beszámolója
- Zahorán Ádám 2012-es beszámolója[halott link]
- Sipos József 2012-es beszámolója
- Noszik János 2012-es beszámolója
- Palásthy István 2012-es beszámolója, 1. rész
- Palásthy István 2012-es beszámolója, 2. rész
- Rudolf Tamás 2012-es beszámolója
- Rudolf Tamás 2012-es GPS logja, 1. rész
- Rudolf Tamás 2012-es GPS logja, 2. rész
- Varga Ágnes (kísérő) 2012-es beszámolója
- Márkus Öcsi (kísérő) 2012-es beszámolója
- Tomán Edina (kísérő) 2012-es beszámolója
- Simonyi Balázs 2013-as beszámolója
- Héjja Péter 2014-es beszámolója
- Simonyi Balázs 2014-es beszámolója